# Adolf Besemann

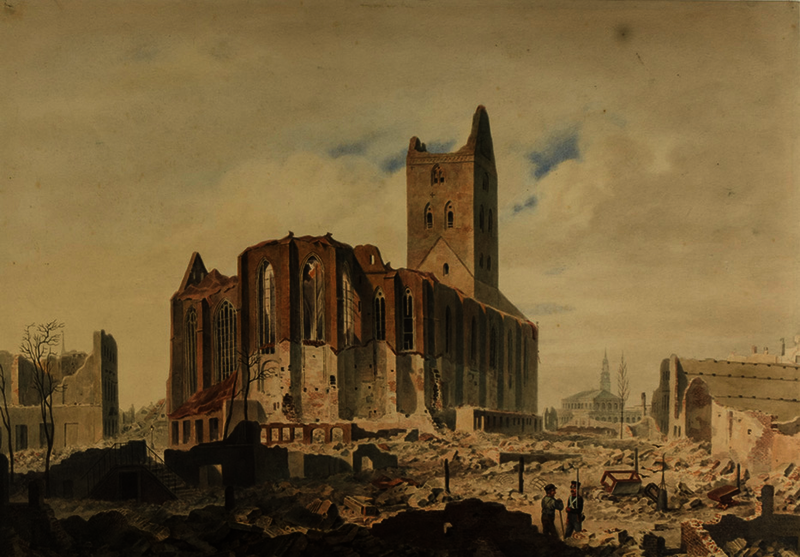
Ruine der St. Petrikirche nach dem Hamburger Brand 1842, Aquarell, Museum für Hamburgische Geschichte

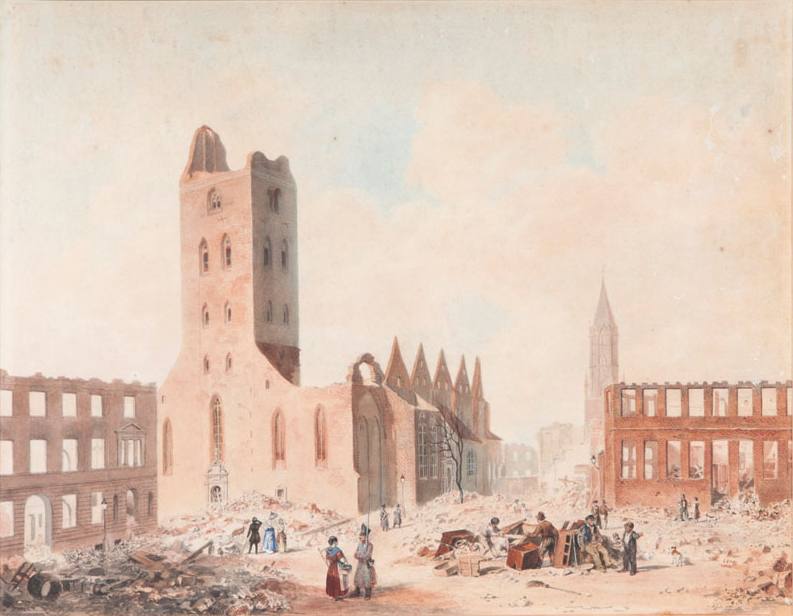
St. Petri und St. Jacobi nach dem großen Hamburger Brand 1842, Aquarell

Johann Heinrich Christoph Adolf Besemann (* 19. Mai 1806 in Göttingen; † 1. Dezember 1867 in Sankt Petersburg) war ein deutscher Maler.

## Leben
Besemann war einer der Söhne des Göttinger Universitätszeichenmeisters Christian Andreas Besemann, der als Zeichner und Kupferstecher vornehmlich am Alten Botanischen Garten der Georg-August-Universität Göttingen tätig war, aber auch mit den besonders bei Studenten beliebten Stammbuchblättern sein Einkommen aufbesserte. Der Zeichner, Radierer und Maler Friedrich Besemann war sein älterer Bruder.
Besemann war von 1823 bis 1835 in Sankt Petersburg tätig, lebte 1835 bis 1841 in Bremen und anschließend bis 1844 in Hamburg. Als Architekturmaler schuf er nach dem Hamburger Brand Aquarelle und Gouachen der dortigen Kirchenruinen, die als Vorlagen für Lithographien der Gebrüder Suhr dienten. Erhalten sind ferner Städteansichten aus Frankreich, dem Rheinland und den Niederlanden. Emil Benezé stellt als größeres Werk eine Zerstörung Trojas heraus und erwähnt weiter eine Dankesurkunde für den Bremer Bürgermeister Johann Smidt.
1844 kehrte er nach Sankt Petersburg zurück und wurde Wappenmaler im Heroldsamt. Im Jahr 1853 erhielt er für das Aquarell Porträt des Großfürsten Konstantin Nikolaevič ein Agrée der Akademie Sankt Petersburg. Sein zeichnerischer Nachlass befindet sich im Russischen Museum in Sankt Petersburg. Besemann hatte einen Sohn Aleksandr Bezeman (* 1850; † Oktober 1884), der als Kalligraf und Zeichner tätig war und unter anderem Staatspapiere, Vignetten für Grußadressen sowie Bücher und Texte in unterschiedlichen Sprachen fertigte.